# Giovanni Cerri (poeta)
Giovanni Cerri (Casacalenda, 12 marzo 1900 – Casacalenda, 16 luglio 1970) è stato un poeta italiano, uno dei maggiori poeti dialettali del Molise assieme a Eugenio Cirese e Michele Cima.

## Biografia
Gran parte della sua vasta produzione poetica è ancora inedita, poiché egli in vita ha pubblicato soltanto "I Guaie", una raccolta di liriche in dialetto edita nel 1959 e ripubblicata postuma nel 1978. Compare anche in due raccolte antologiche di poeti molisani.
Ha scritto, inoltre, i testi di numerose canzoni popolari in dialetto (musicate in gran parte dal suo grande amico, Adolfo Polisena) che hanno riscosso discreto successo. In particolare, insieme al musicista Lino Tabasso ha scritto L'amore è bell' a 'ffà, un brano inserito nel documentario Nasce una speranza, realizzato dall'Istituto Luce. Successivamente, una sua canzone è stata scelta per la colonna sonora del film Il prezzo dell'onore e il medesimo brano, arrangiato dall'orchestra della RAI diretta da Piero Umiliani è stato a lungo la sigla del "Gazzettino regionale" del Molise.
A lui ed altri intellettuali molisani è stata intitolata la scuola "Caradonio-Di Blasio e Giovanni Cerri", ricostruita a Casacalenda dopo il terremoto che ha colpito la zona nel 2002.

## Opere
- I Guaie, Padova, Rebellato Editore, 1959.
- I Guaie, 2ª ed., pref. di Giose Rimanelli, Editrice Marinelli, 1978.